# 敦森蘭
敦森 蘭（あつもり らん）は、日本の漫画家。北海道函館市出身。北海道函館稜北高等学校卒業。

## 経歴
高校2年の時『別冊マーガレット』（集英社）に投稿しデビュー。21歳のとき上京し美術大学に進学するが、2年で中退。斉藤倫、浅野いにお、井上三太のアシスタントを務める。
2015年、「ラジオからきこえる」が第37回MANGA OPENで奨励賞を受賞。
2020年、『ヤングマガジンサード』（講談社）でクラフトビール漫画「よりみちエール」連載。日本ビアジャーナリスト協会代表の藤原ヒロユキが監修。同誌のリニューアル後、『ヤンマガWeb』（同）に移籍し連載。ウエストランド・井口浩之の「ウエストランド井口ビール部」に参加している。

## 作品リスト
- よりみちエール（講談社、『ヤングマガジンサード』2020年Vol.5[4] - 2021年Vol.5[5]→『ヤンマガWeb』2021年5月[6] - 10月[6]、全2巻）
  1. 2021年2月19日発売[8]、ISBN 978-4-06-522289-8
  2. 2022年1月20日発売[6]、ISBN 978-4-06-526482-9

## 出演

### ラジオ
- オトノハにのせて（FMいるか、2021年5月31日） -  ゲスト[9]